# Tour de Flandes 1980
El Tour de Flandes 1980 va ser la 64a edició del Tour de Flandes. La cursa es disputà el 30 de març de 1980, amb inici a Sint-Niklaas i final a Meerbeke després d'un recorregut de 265 quilòmetres. El belga Michel Pollentier s'imposà a l'esprint, per davant de Francesco Moser i Jan Raas, el campió de l'any anterior.

## Classificació final
|    | Ciclista                      | Equip                             | Temps      |
| -- | ----------------------------- | --------------------------------- | ---------- |
| 1  | Michel Pollentier (BEL)       | Splendor-Admiral-TV Ekspres       | 6h 36' 45" |
| 2  | Francesco Moser (ITA)         | Sanson-Campagnolo                 | m. t.      |
| 3  | Jan Raas (NED)                | Ti-Raleigh-Creda                  | m. t.      |
| 4  | Roger De Vlaeminck (BEL)      | Boule d'Or-Colnago-Studio Casa    | m. t.      |
| 5  | Marc Demeyer (BEL)            | Ijsboerke-Warncke Eis-Koga Miyata | m. t.      |
| 6  | Freddy Maertens (BEL)         | San Giacomo-Benotto               | m. t.      |
| 7  | Gilbert Duclos-Lassalle (FRA) | Peugeot-Esso-Michelin             | m. t.      |
| 8  | Gottfried Schmutz (SUI)       | Cilo-Aufina                       | m. t.      |
| 9  | Guy Sibille (FRA)             | Peugeot-Esso-Michelin             | m. t.      |
| 10 | Fons De Wolf (BEL)            | Boule d'Or-Colnago-Studio Casa    | m. t.      |